# Charlestown (Indiana)
Charlestown es una ciudad ubicada en el condado de Clark en el estado estadounidense de Indiana. En el Censo de 2010 tenía una población de 7.585 habitantes y una densidad poblacional de 254,99 personas por km².

## Geografía
Charlestown se encuentra ubicada en las coordenadas 38°25′42″N 85°40′19″O / 38.42833, -85.67194. Según la Oficina del Censo de los Estados Unidos, Charlestown tiene una superficie total de 29.75 km², de la cual 29.64 km² corresponden a tierra firme y (0.34%) 0.1 km² es agua.

## Demografía
Según el censo de 2010, había 7.585 personas residiendo en Charlestown. La densidad de población era de 254,99 hab./km². De los 7.585 habitantes, Charlestown estaba compuesto por el 89.94% blancos, el 2.15% eran afroamericanos, el 0.28% eran amerindios, el 0.26% eran asiáticos, el 0.01% eran isleños del Pacífico, el 5.26% eran de otras razas y el 2.1% pertenecían a dos o más razas. Del total de la población el 8.28% eran hispanos o latinos de cualquier raza.